# Loricella oviformis
Loricella oviformis är en blötdjursart som först beskrevs av Hugo Frederik Nierstrasz 1905.  Loricella oviformis ingår i släktet Loricella och familjen Schizochitonidae. Inga underarter finns listade i Catalogue of Life.